# منتخب كرواتيا تحت 19 سنة لكرة السلة للرجال
منتخب كرواتيا لكرة السلة للرجال تحت 19 سنة هو ممثل كرواتيا الرسمي في المنافسات الدولية في كرة السلة
.